# Улица Маркуса (Владикавказ)
Улица Ма́ркуса — улица во Владикавказе, Северная Осетия, Россия. Улица располагается в Иристонском муниципальном округе и Промышленном муниципальном округе. Начинается от улицы Куйбышева и заканчивается улицей Чкалова.
Улицу Маркуса пересекают улицы Джанаева, Кирова, Льва Толстого и Титова.
На нечётной стороне улицы Маркуса заканчиваются улицы Маяковского и Никитина.
Пересекает бульвар, являющийся памятником природы.

## История
Улица названа именем советского общественного деятеля Якова Львовича Маркуса.
Улица образовалась в середине XIX века и впервые обозначена на плане города Владикавказа «Карты Кавказского края» как Марьинская улица. Называлась в честь жены Александра II императрицы Марии Александровны. Упоминается под этим же названием в Перечне улиц, площадей и переулков от 1911 года.
Марьинская улица находилась поблизости от вокзала и городского рынка, поэтому на ней находились несколько гостиниц и многочисленные торговые, съестные и пивные лавки. По улице проходила трамвайная линия от Александровского проспекта (проспект Мира), затем она шла по Грозненской улице (улица Куйбышева), потом сворачивала на Марьинскую и далее по Марьинской шла в сторону Госпитальной (улица Титова).
В 1875 году на улице была построена Ольгинская женская гимназия. В 1890 году на территории гимназии был освящён домовой храм. На конец 1917 года в Ольгинской гимназии обучалось 1063 ученицы.
В 1901 году на углу с Госпитальной была построена городская больница, действующая до настоящего времени.
25 октября 1922 года городской совет переименовал Марьинскую улицу в улицу Маркуса.
В 2000 годы на пересечении с улицей Кирова был оборудован сквер с фонтаном. Ранее на этом месте располагался одноэтажный особняк, в котором находился детский сад.
На пересечении Маркуса и Титова расположен новый сквер, благоустроенный сотрудниками компании «АС-Недвижимость».

## Достопримечательности
Памятники культурного наследия
- д. 2/ улица Куйбышева, 17/ улица Тамаева, 29 — памятник истории[11]. В этом доме жили участник борьбы за Советскую власть Максим Борисович Блиев (1945—1959); писатели Тазрет Урусбиевич Бесаев (1943—1961), Созырыко Аузбиевич Бритаев (1941—1961), Харитон Давидович Плиев (1947—1966), Тотырбек Исмаилович Джатиев (1940—1941), композитор Андрей Семенович Тотиев (1937—1948); артисты Соломон Кириллович Таутиев (1939—1946) и Варвара Савельевна Каргинова (1943—1946).
- д. 4/ улица Джанаева, 34/ улица Тамаева, 33 — памятник истории. В доме проживали известные общественные деятели Северной Осетии: поэт Иван Васильевич Джанаев (1937—1947), поэт Татари Асланбекович Епхиев (1937—1958), артист Борис (Беса) Иванович Тотров (1937—1964), артист Соломон Кириллович Таутиев (1937—1939), деятель культуры Степан Николаевич Битиев (1946—1966), композитор Татаркан Ясонович Кокойты (1937—1949), участник колхозного строительства в Северной Осетии Мылыхо Цимирзаевич Цораев (1948—1976), зоолог Давид Абрамович Тарноградский (1937—1974), врач-хирург Солтанбек Савельевич Ханаев (1938—1942), писатель Кудзаг Габрелович Дзесов (1950—1981), участник борьбы за Советскую власть Угалык Дахцикоевич Едзиев (1937—1954)[11].
- д. 8 — памятник архитектуры. Дом актёра. Здание, в котором в 1935—1942 годах жили первые артисты Северо-Осетинского драматического театра; где в 1942 году находился штаб батальона 34 мотострелкового полка Орджоникидзевской стрелковой дивизии войск НКВД, воинам которого,Петру Парфеновичу Барбашову (посмертно) и Ивану Лазаревичу Кузнецову, за бой под с. Гизель Северной Осетии в ноябре 1942 г. были присвоены звания Героев Советского Союза, где находилось управление войск НКВД Закавказского фронта[11].
- д. 10 — памятник архитектуры. Здание водочно-ликёрного завода Резакова. Построено в 1910 году. В этом здании в 1918 году размещался клуб комсомольцев Владикавказа[11].
- д. 12 — памятник архитектуры и градостроительства[11].
- д. 14 — памятник архитектуры и градостроительств[11].
- д. 18 — памятник архитектуры и градостроительства[11].
- д. 24 — здание бывшей Ольгинской женской гимназии. В этом здании в 1917 году работал Владикавказский Совет рабочих и солдатских депутатов и городской комитет РСДРП, где выступали Сергей Миронович Киров. Здесь с 1920 году разместился Терский институт народного образования, впоследствии ставший Северо-Осетинским государственным университетом им. К. Л. Хетагурова. В этом здании в 1937—1938 гг. учился Герой Советского Союза Георгий Александрович Калоев; в 1942 г. дислоцировались эвакогоспитали № 2008, 4045 и формировались подразделения 1 полка Северо-Осетинской связной бригады народного ополчения. В настоящее время в нём находится физико-технический факультет Северо-Осетинского университета[11].
- д. 25/ Маяковского, 32 — памятник архитектуры и градостроительства[11].
- д. 26 — памятник архитектуры и градостроительства[11].
- д. 27 — памятник архитектуры и градостроительства[11].
- д. 47/ Генерала Масленникова, 11 — памятник истории. В этом доме в 1920—1949 годах жил народный врач Григорий Николаевич Антиох-Вербицкий[11].
- д. 48 — памятник истории. В этом доме жила в 1915—1932 годах альпинистка, первая взошедшая на вершину г. Казбек женщина (1 августа 1900 г.) Мария Павловна Преображенская[11].
- д. 52 — памятник истории. В этом доме в 1923—1942 годах жил врач-хирург Дмитрий Васильевич Фалин[11].
- 56/ Титова 13 — бывшее здание для общественных зрелищных мероприятий, построенное в 1914 году. Автор — архитектор И. В. Рябикин[12]. Сегодня здесь размещается Театр кукол «Саби». Памятник культурного наследия России.
- д. 61 — памятник истории. В этом доме в 1937 году жила общественный деятель Фариза Александровна Цоколаева[11].

Другие объекты
- д. 6 — здание бывшей гостиницы «Коммерческая»
- д. 23 — здание бывшей гостиницы «Шато де Флер»
- здание бывшей гостиницы «Эрмитаж»
- здание бывшей гостиницы «Севастополь»
- здание на углу с Джанаева — бывшая аптека Яворского
- бывший дом Зипаловых на углу с улицей Куйбышева
- д. 65 — здание «Центра планирования семьи и репродукции» на углу с улицей Титова
- здание бывшего дома Юлия Панцера

## Источник
- Владикавказ. Карта города, изд. РиК, Владикавказ, 2011
- Кадыков А. Н., Улицы, переулки, площади и проспекты г. Владикавказа: справочник, изд. Респект, Владикавказ, 2010, стр. 239—241, ISBN 978-5-905066-01-6
- Торчинов В. А., Владикавказ., Краткий историко-краеведческий справочник, Владикавказ, Северо-Осетинский научный центр, 1999, стр. 91, ISBN 5-93000-005-0
- Киреев Ф. С., Маркуса — Марьинская/ По улицам Владикавказа, Владикавказ, Респект, 2014, стр. 87 — 95, ISBN 978-5-905066-18-4.
- Цаллагов С. Ф., Владикавказ — летопись в камне, Книга-фотоальбом, Владикавказ, дизайн-студия «Веста», 2008. — 136 стр., илл. 320